# NMS Viscolul
Le NMS Viscolul était le torpilleur le plus performant de la marine militaire roumaine pendant la Seconde Guerre mondiale. Il s'est illustré lors du siège d'Odessa (8 août-16 octobre 1941) et de l'Action du 9 juillet 1941 sur le sous-marin soviétique Shch-206  de classe Shchuka.

## Conception et construction
Le Viscolul était une vedette-torpilleur de type Vospers (de classe Viroful en Roumanie=, l'une des trois unités achetées par la Roumanie au Royaume-Uni. Les trois bateaux ont été lancés et achevés à l'origine en 1939 sous les noms MTB-20 ( Viforul ), MTB-21 ( Vijelia ) et MTB-23 ( Viscolul ). Ils ont été acquis par la Roumanie en 1940. Avec ses navires jumeaux, le Viscolul avait un déplacement de 32 tonnes, mesurant 21,95 mètres de long, avec un faisceau de 5 mètres et un tirant d'eau de 1,1 mètre. Il était armée de deux mitrailleuses quadruples de 7,7 mm, de deux tubes lance-torpilles et pouvait transporter jusqu'à 8 charges de profondeur ou 4 mines. Sa propulsion était composée de trois moteurs à essence Isotta Fraschini alimentant 2 arbres, générant 3.450 cv, ce qui lui a donné une vitesse de pointe de 40 nœuds. Il avait un équipage de 12 hommes.

## Service

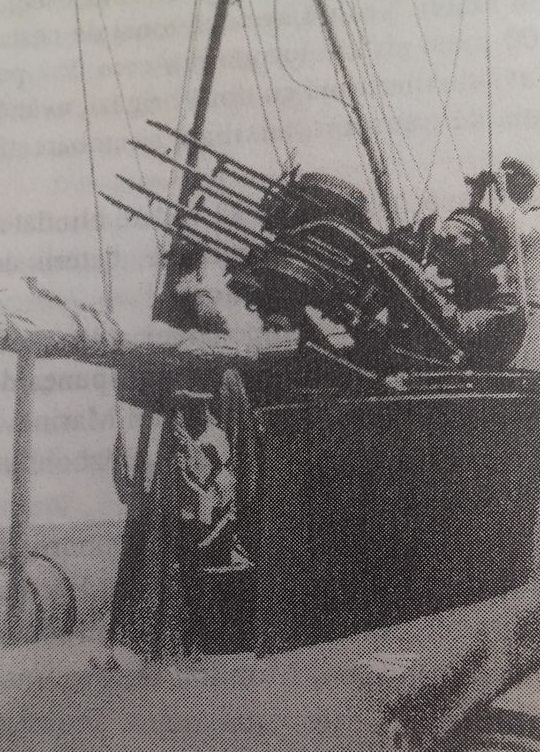
Système de mitrailleuse quadruple utilisé à bord de Viscolul et ses sœurs

Pendant la Seconde Guerre mondiale, il était commandé par le lieutenant-commandant Ion Zaharia, qui commandera plus tard le torpilleur Vedenia et l'ensemble de l'escadron roumain de MTB, composé de 7 bateaux.
Le 9 juillet 1941, une semaine après que la Roumanie a lancé l'Opération München dans le cadre de lOpération Barbarossa, Viscolul et Vijelia, avec le torpilleur de classe 250t Năluca, ont engagé un sous-marin ennemi près de Mangalia. Năluca fut le premier à arriver sur les lieux et par la suite localisa et engagea le sous-marin de classe Shchuka soviétique Shch-206. Dans la première partie de la bataille, Năluca a attaqué le sous-marin avec des obus de 20 mm, mais ce dernier s'est immergé pour s'échapper. Le torpilleur roumain a par la suite utilisé des charges sous-marines, étant bientôt rejoint par les deux torpilleurs à moteur. À 14h56, le sous-marin soviétique a été confirmé coulé par Viscolul, aucun membre de son équipage de 38 n'a survécu.
Dans la nuit du 18 septembre, pendant le siège d'Odessa, Viscolul et Vijelia ont attaqué un convoi soviétique au sud d'Odessa, chaque bateau lançant ses deux torpilles sur le destroyer ennemi le plus proche. Trois des quatre torpilles ont manqué. La quatrième torpille a frappé et endommagé le destroyer soviétique, mais n'a pas explosé.
Le 9 novembre 1941, les deux autres unités sœurs Viforul et Vijelia furent coulées près d'Odessa par des mines soviétiques.
Ainsi, Viscolul est resté la seule vedette-torpilleur de la marine roumaine pendant près de deux ans, jusqu'à ce que 7 bateaux MAS soient acquis en août 1943. En 1944, le Viscolul était équipé pour le service d'escorte. À ce titre, il a effectué plusieurs missions d'escorte en mai 1944.

## Fin de carrière
Après le coup d'État du 23 août 1944, Viscolul a été capturé par les forces soviétiques en septembre 1944 et commandé dans la marine soviétique sous le nom de TK-955.. Il a été rendu un an plus tard, mais n'a jamais été remis en service en raison de son mauvais état.